# Sztálinizmus

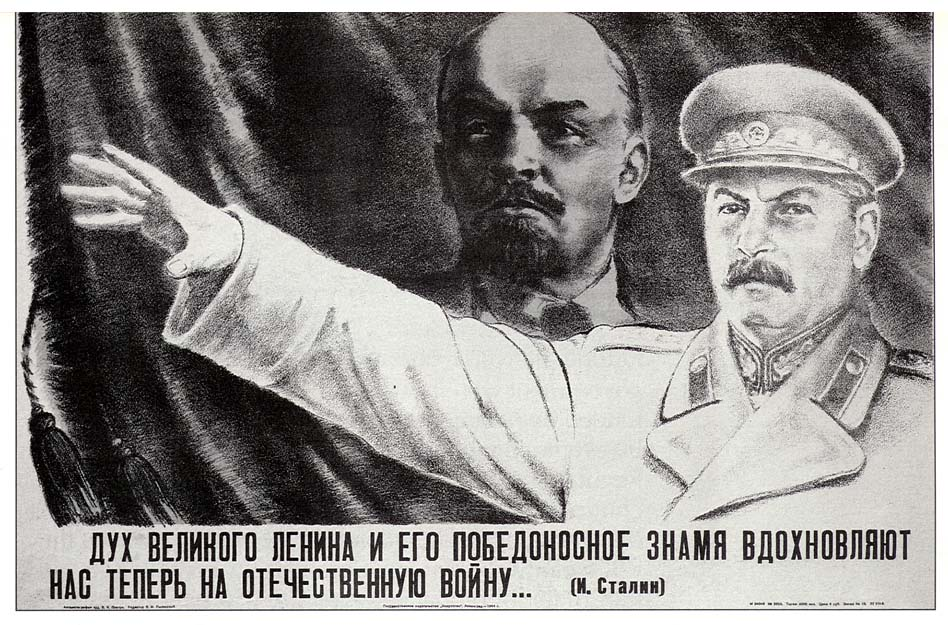
Sztálin főbb újítása Leninhez képest az osztályharc folytatódásának elve a kommunista hatalomátvétel után, a pártbürokrácia mint előjogokkal rendelkező réteg megjelenése és a személyi kultusz mesterséges kiépítése.

A sztálinizmus kifejezéssel Joszif Visszarionovics Sztálin ideológiáját, politikai praxisát jelölik. Sztálinistának nevezik még azokat a politikai rendszereket is, amelyek a sztálinizmuson alapulnak.
Sztálin önmagát nem nevezte sztálinistának, hanem marxista–leninistának. Ez a helyzet a sztálinistákkal is, akik szintén marxista–leninistának tartják magukat, és nem sztálinistának.

## Ideológiai alapja, jellege
Sztálin egyik főbb újítása Leninhez képest az osztályharc folytatódásának elve a kommunista hatalomátvétel után. E szerint a proletárdiktatúra bevezetése után nem csökkennek, hanem nőnek az osztályellentétek, mivel a volt kapitalisták egyre agresszívabban lépnek fel a kapitalizmus visszaállítása érdekében, csak most már ezek az erők nem antikommunista szervezetekben, hanem a kommunista párton belül jelennek meg. Ez az elv volt Sztálin idejében a tömeges terror növelésének ideológiai alapja. Jelenleg egyetlen országban működik a sztálini kommunista ideológián alapuló rendszer: Észak-Koreában.
A sztálinizmus ugyanakkor egy korszak, amely Sztálin uralomra jutásától egészen haláláig tartott. Ez a csaknem három évtizednyi korszak több tízmillió ember halálát okozta nemcsak a Szovjetunióban, hanem más kommunista országokban is. Tömeges letartóztatások, statáriális eljárások, bebörtönzések és kivégzések zajlottak. Tömegeket taszítottak nyomorba, tartottak rendszeres terror alatt, illetve kínoztak meg. Alekszandr Szolzsenyicin úgy fogalmazott, hogy a Szovjetunióban negyven éven át hivatalos szinten „állami terrorizmus” működött. A faji megkülönböztetés is éppúgy helyet kapott a likvidálásra kijelölt személyek, vagy tömegek kiválasztásánál. Így a második világháború után a kollektív bűnösség elve szerint németeket, magyarokat, tatárokat, erdélyi szászokat és lengyeleket hurcoltak el, vagy öltek meg, akik vélt kollaboránsok voltak. A katyńi vérengzés során lengyel katonatisztek tízezreit gyilkolták meg hidegvérrel, az elsődleges szempont pedig a nemzetiségük volt. Magyarországnak a második világháború végétől, s a kommunista hatalomátvételtől (1948), egészen az 1956-os forradalomig tartó időszakban volt része a sztálinizmusban.

## A sztálinizmus megítélése

A GULAG rendszer a Szovjetunióban a sztálinizmus alatt

A sztálinizmus megítélését illetően két fő vélemény létezik.
A független elemzők, a kommunizmus ellenfelei és a legtöbb kommunista a sztálinizmust nem tartja önálló ideológiának, rámutatva arra, hogy Sztálin nem változtatott lényegesen a Lenin által kialakított társadalmi renden. Sem a tömeges terror, sem a kritikus vélemények elnémítása nem Sztálin találmánya, ezeket a módszereket a rendszer a kezdettől fogva alkalmazta. Emellett a Lenin által kialakított rendszer eleve egy totalitárius rendszer volt, bármiféle társadalmi kontroll nélkül. Sztálin csupán megerősítette ezt a hatalmat, az addigi kollektív vezetést, mely 10-12 ember ellenőrizetlen teljhatalmát jelentette, egyetlen személy ellenőrizhetetlen teljhatalmával váltotta fel. Ezen álláspont szerint Sztálin tevékenysége nem több, mint Lenin munkásságának logikus és magától következő folytatása. Egyetlen fontosabb új elképzelés, melyet Sztálin fejlesztett ki, az osztályharc folytatódásának elve a kommunista hatalomátvétel után.
Ezzel szemben a kommunisták egy része a sztálinizmust a lenini kommunizmushoz képest radikális újításnak tekinti. Ezen elmélet szerint radikális változtatás, hogy míg Lenin alatt proletárdiktatúra volt, addig azt Sztálin egyszemélyi diktatúrával váltotta fel. Fontos különbségnek tartják azt is ezen álláspont hívei, hogy az állami terror mértéke kisebb volt Lenin alatt, s úgy vélik, hogy a Lenin alatti terror szükségszerű és korlátozott volt, szemben a Sztálin-időszak nagyobb mértékű és szerintük nem igazolható repressziójával. A gazdaságpolitika terén is fontosnak tartják azt a különbséget, hogy míg Lenin a magántulajdon korlátozott szerepét megengedhetőnek tartotta (NEP), addig Sztálin a magántulajdont teljes egészében megszüntette.
| Kontinuitás-elmélet Sztálin Lenin tanait követte | Diszkontinuitás-elmélet Sztálin szakított Leninnel |
| --- | --- |
| Lenin úgy vélte, hogy a proletariátus nem képes felismerni önmaga érdekeit, ezért egy külső erőre van szükség, a hivatásos forradalmárokéra és a pártra, hogy tudásuk segítségével vezessék a proletárdiktatúrát a kommunizmus első szakasza (a szocializmus) idején. Sztálin nem tett mást, mint ezt követte.       | Lenin az állam fokozatos gyengülését tervezte a proletárdiktatúra működése során. |
| Lenin ellenezte a pluralizmust, mind a társadalomban, mint a párton belül. A demokratikus centralizmus csupán taktikai szólam volt. Valójában a párton belüli vitákat is Lenin vezetése alatt és az ő javaslatára tiltotta be a párt X. kongresszusa. A demokráciát tagadó totális rendszert tehát Lenin vezette be. | Bár Lenin sem tűrte a kommunizmussal ellentétes ideológiákat, Lenin idejében valódi demokrácia létezett a párton belül. Ezt változtatta meg Sztálin, amikor egyszemélyi vezetést vezetett be.                                                      |
| A gazdasági nyitás (NEP) valójában csupán taktikai lépés volt, Lenin a totális államosítás és centralizáció híve volt a gazdaságban, ezt folytatta Sztálin is. | A NEP-politika hosszú távú gazdaságpolitika volt, a magánszektor jelenléte nem mond ellent az ideológiának a proletárdiktatúra idején, a magántulajdon csak a proletárdiktatúra végén, a kommunizmus második szakaszának bevezetésével szűnik meg. |
| Az állami terrort, a teljhatalmú titkosrendőrséget, a gyilkosságokat, a deportálásokat, a koncentrációs táborokat mind Lenin hozta létre. | Lenin terrorja csupán válasz volt a polgárháborús körülményekre, mértékük sokkal kisebb volt, mint Sztálin alatt. |
| A párton belüli antidemokratikus hatalmi mechanizmust Lenin építette ki, Sztálin csak kihasználta a már kész helyzetet. Lenin elsősorban személyes modortalansága miatt kritizálta Sztálint, s nem politikája miatt.                                                                                                 | Bár Lenin javaslatára került 1922-ben Sztálin a pártfőtitkári posztra, ez a poszt akkoriban másodrendű volt, s Lenin 1924-ben javasolni szerette volna Sztálin leváltását, de halála miatt ezt már nem tudta megtenni.                             |